# Bình Minh, Ninh Bình
	Bình Minh		là một xã ven biển thuộc tỉnh Ninh Bình, Việt Nam.

## Địa lý
Trụ sở xã nằm cách phường Hoa Lư - trung tâm tỉnh lỵ Ninh Bình 38 km về phía Nam, có vị trí địa lý:
- Phía nam giáp xã Kim Đông và biển Đông.
- Phía đông giáp xã Nghĩa Lâm và xã Rạng Đông.
- Phía bắc giáp xã Định Hóa.
- Phía tây giáp xã Nga An, xã Nga Sơn và xã Tân Tiến của tỉnh Thanh Hóa.

Xã Bình Minh	có diện tích:	34,44	km², 	dân số:	31.090	người, mật độ dân số: 	903	người/km². 	Đây là đơn vị có diện tích xếp thứ:	25	, số dân xếp thứ: 	63	và mật độ dân số xếp thứ: 	107	trong số 129 xã, phường ở Ninh Bình.  
Xã này nằm trên Quốc lộ 12B và cũng là nơi có sông Đáy chảy qua. Đây là 1 trong 14 xã tiếp giáp trực tiếp với biển của tỉnh Ninh Bình.
Bình Minh xưa là thị trấn nằm trên vùng đất mới Kim Sơn, khu vực bãi ngang giữa 2 cửa sông Đáy và sông Càn được phù sa bồi đắp hằng năm. Bình Minh là đô thị cực Nam của tỉnh Ninh Bình, vùng đồng bằng sông Hồng cũng như miền Bắc Việt Nam. Xã có quốc lộ 12B và đường ven biển Việt Nam đi qua. Với đặc điểm địa hình nhiều sông ngòi, Bình Minh thuận lợi phát triển giao thông đường thủy. Nơi đây có nền kinh tế trồng trọt và thủy sản phát triển.
Ngoài các sản vật giống như các vùng biển khác như: tôm, cá, ngao, cua, ghẹ, ốc,... thì ở xã Bình Minh và vùng biển thuộc huyện Kim Sơn còn có một đặc sản khác nữa, đó là cá lác ngoách. Loài cá này xuất phát từ vùng biển Kim Sơn với 2 giống: cá lác ngoách hoa sống ở bờ sông khắp huyện, cá lác ngoách đen chỉ có ở vùng bãi ngang khu kinh tế mới Kim Sơn. Đây là loài cá có thể vừa sống trên cạn, vừa sống dưới nước và thường sống trong các hang bùn. Món cá này ăn rất thơm ngon, thịt trắng, chắc nịch, không có xương, béo ngậy. Giống cá này đã trở thành một thương hiệu nổi tiếng đến mức người Việt gọi khu vực Bình Minh là thủ đô cá lác ngoách hay thành phố cá lác ngoách.

## Lịch sử
Lịch sử hình thành xã Bình Minh gắn liền với quá trình khai hoang lấn biển của quân đội và nhân dân Việt Nam từ sau ngày giải phóng Ninh Bình vào ngày 30 tháng 6 năm 1954.
Nông trường Bình Minh ra đời năm 1957 trên cơ sở ban đầu ban đầu là Nông trường của Quân đội.
Ngày 28 tháng 1 năm 1967, Bộ Nội vụ ban hành Quyết định số 27/QĐ-NV về việc thành lập thị trấn Nông trường Bình Minh trên cơ sở 918,39 ha diện tích tự nhiên và 2.900 nhân khẩu.
Ngày 1 tháng 4 năm 1986, thành lập xã Kim Hải thuộc vùng kinh tế mới.
Ngày 13 tháng 2 năm 1987, Hội đồng Bộ trưởng ban hành Quyết định số 26-HĐBT về việc đổi tên thị trấn Nông trường Bình Minh thành thị trấn Bình Minh.
Ngày 10 tháng 12 năm 2024, Ủy ban Thường vụ Quốc hội ban hành Nghị quyết số 1318/NQ-UBTVQH15 sáp nhập toàn bộ 5,75 km² diện tích tự nhiên, quy mô dân số là 3.944 người của xã Kim Hải và toàn bộ 2,79 km² diện tích tự nhiên của khu vực Đơn vị quân đội 1080 thuộc Quân đoàn 12 vào thị trấn Bình Minh. Thị trấn Bình Minh có 17,65 km² diện tích tự nhiên và quy mô dân số là 8.537 người.
Theo Nghị quyết số 1674/NQ-UBTVQH15 ngày 16/6/2025 về sắp xếp các đơn vị hành chính cấp xã của tỉnh Ninh Bình năm 2025, 	sắp xếp thị trấn Bình Minh, xã Cồn Thoi và xã Kim Mỹ thành xã mới có tên gọi là xã Bình Minh.	

## Kinh tế

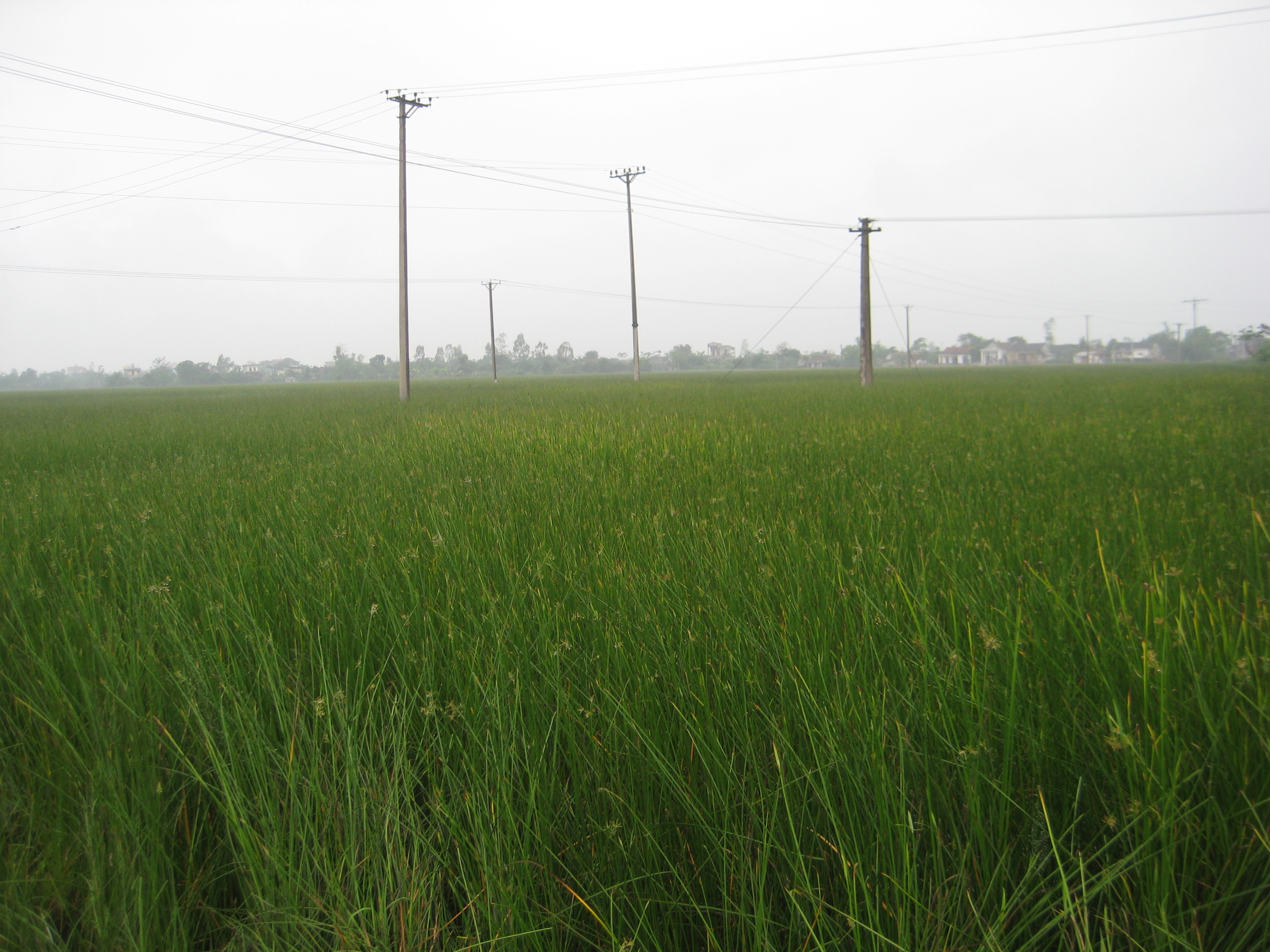
Nông trường cói xã Bình Minh

Nằm ở trung tâm của khu vực các xã miền biển Kim Sơn. Bình Minh phát triển mạnh về thủy sản, tại đây có các trung tâm nghiên cứu giống, thủy hải sản, nhà máy chế biến đông lạnh, đồn biên phòng cửa khẩu cảng Ninh Bình.
Xã phát triển khá rộng các khu vực nuôi trồng thủy hải sản, đặc biệt là tôm sú, ghẹ, sò, cua xanh được quây thành đầm. Sự đa dạng sinh học mà thiên nhiên ban tặng cộng với những lợi ích của rừng phòng hộ khu vực đã được UNESCO đưa vùng bãi ngang Kim Sơn vào danh sách các địa danh thuộc khu dự trữ sinh quyển đồng bằng sông Hồng, là một trong số ít các khu dự trữ sinh quyển thế giới tại Việt Nam.
Hiện nay, nông trường Bình Minh đã giải thể để chuyển đổi sang loại hình hoạt động mới là công ty nông nghiệp Bình Minh với 100% vốn Nhà nước. Nhiệm vụ sản xuất của công ty là sản xuất 200 ha cói,Thăng trầm cây cói Bình Minh lúa, thủy sản.